# Židovský hřbitov v Havlíčkově Brodě
Židovský hřbitov v Havlíčkově Brodě byl založen mezi lety 1888–1890 a aktivně používán až do roku 1942. Hřbitov se nachází na západě města Havlíčkův Brod, asi 800 m západním směrem od Havlíčkova náměstí, v prostoru mezi ulicemi Ledečská a Pujmanové.
V areálu židovského hřbitova se na ploše 3182 m2 dochovalo kolem dvou set náhrobních kamenů (macev). Ve hřbitovním domku, dnes č. p. 2134, což býval byt správce, se dochovala pamětní deska zakladatelů hřbitova.
Havlíčkobrodská židovská komunita přestala existovat po roce 1940.
Asi 1,5 km severně od města se nachází unikátní židovský tyfový hřbitov, kde byli pohřbíváni haličtí židé poté, co se jich několik při pouti z Haliče nakazilo a několik prvních obětí bylo pohřbeno na židovském hřbitově ve městě.

## Galerie

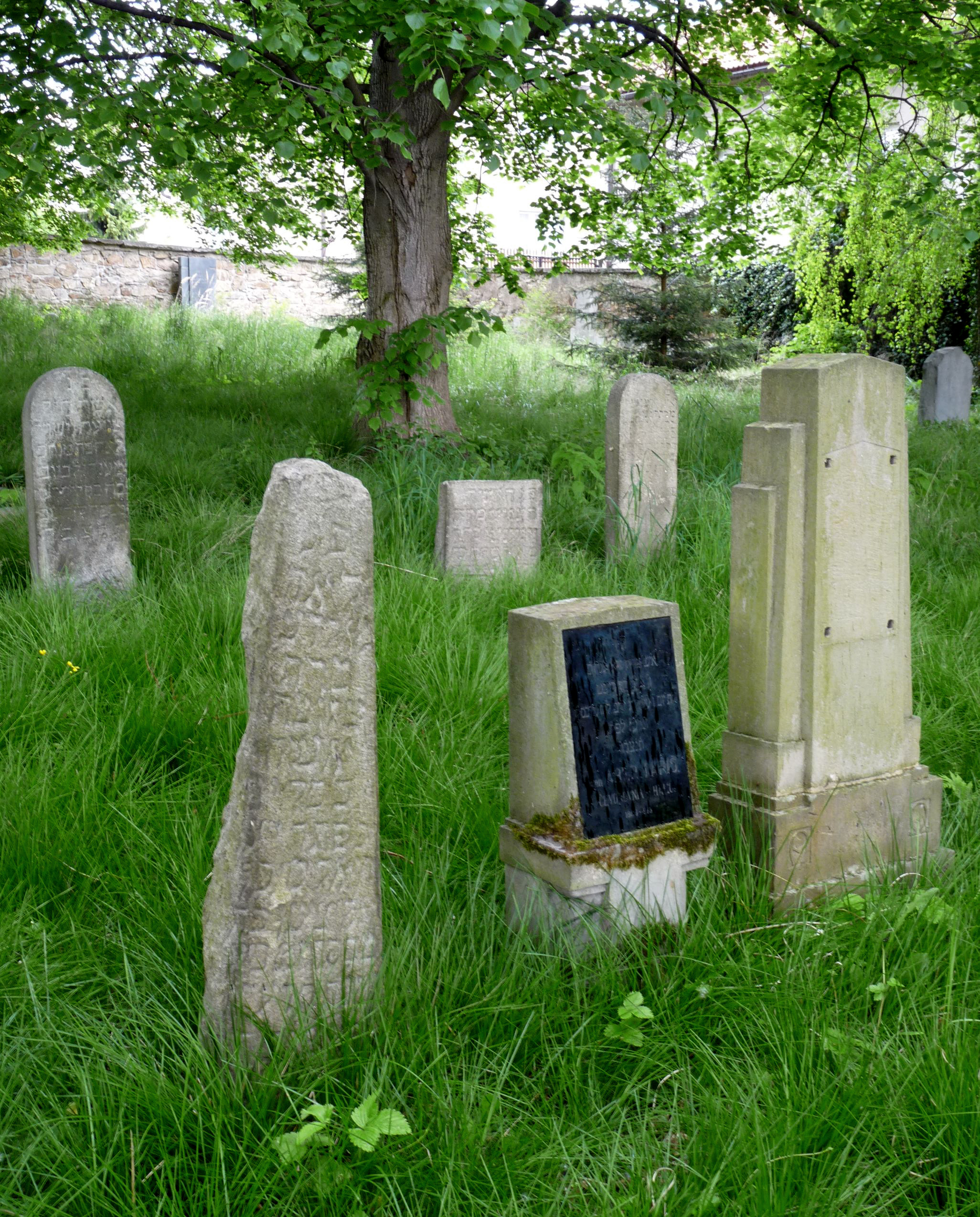
Náhrobky
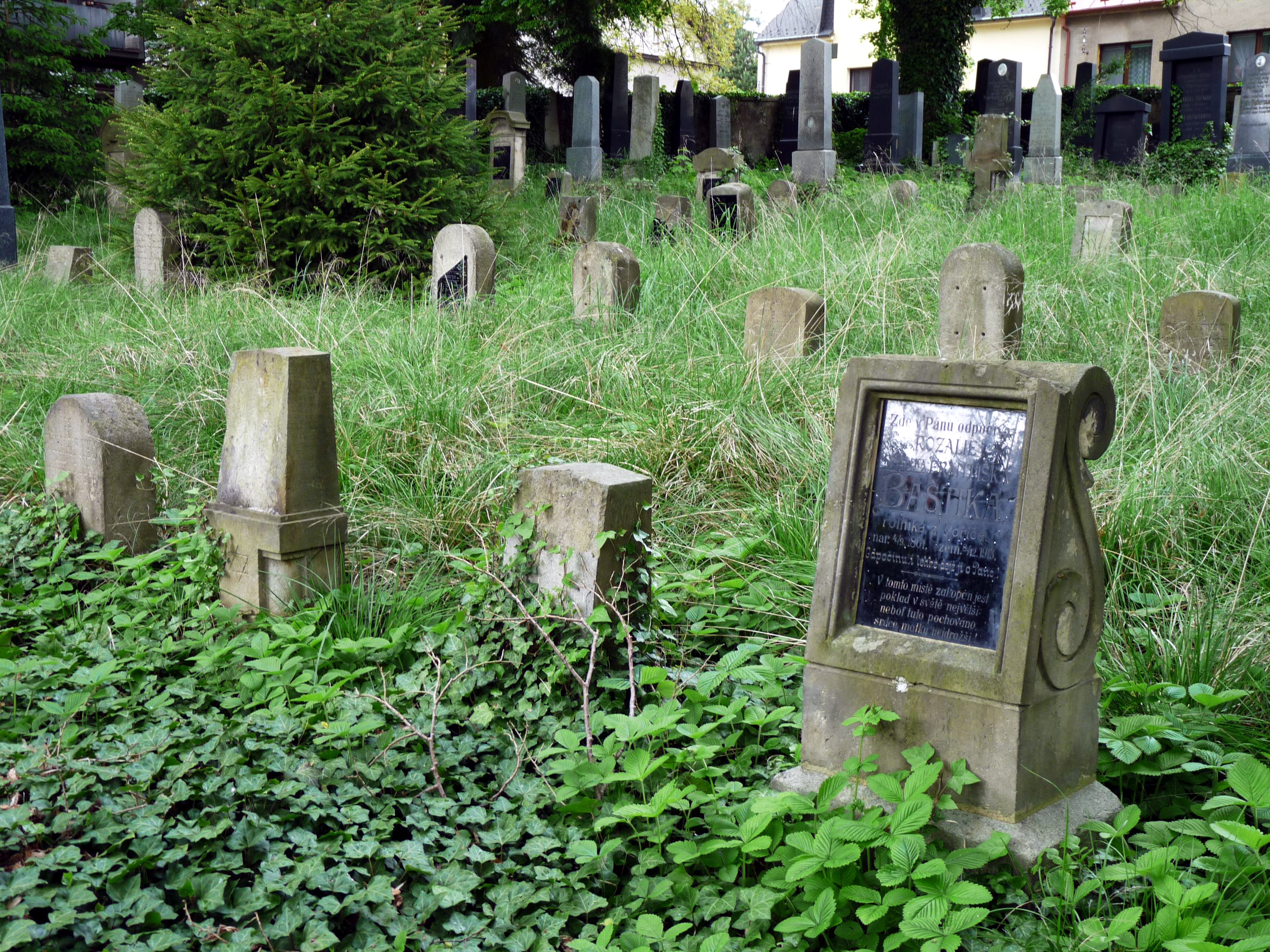
Hroby v trávě
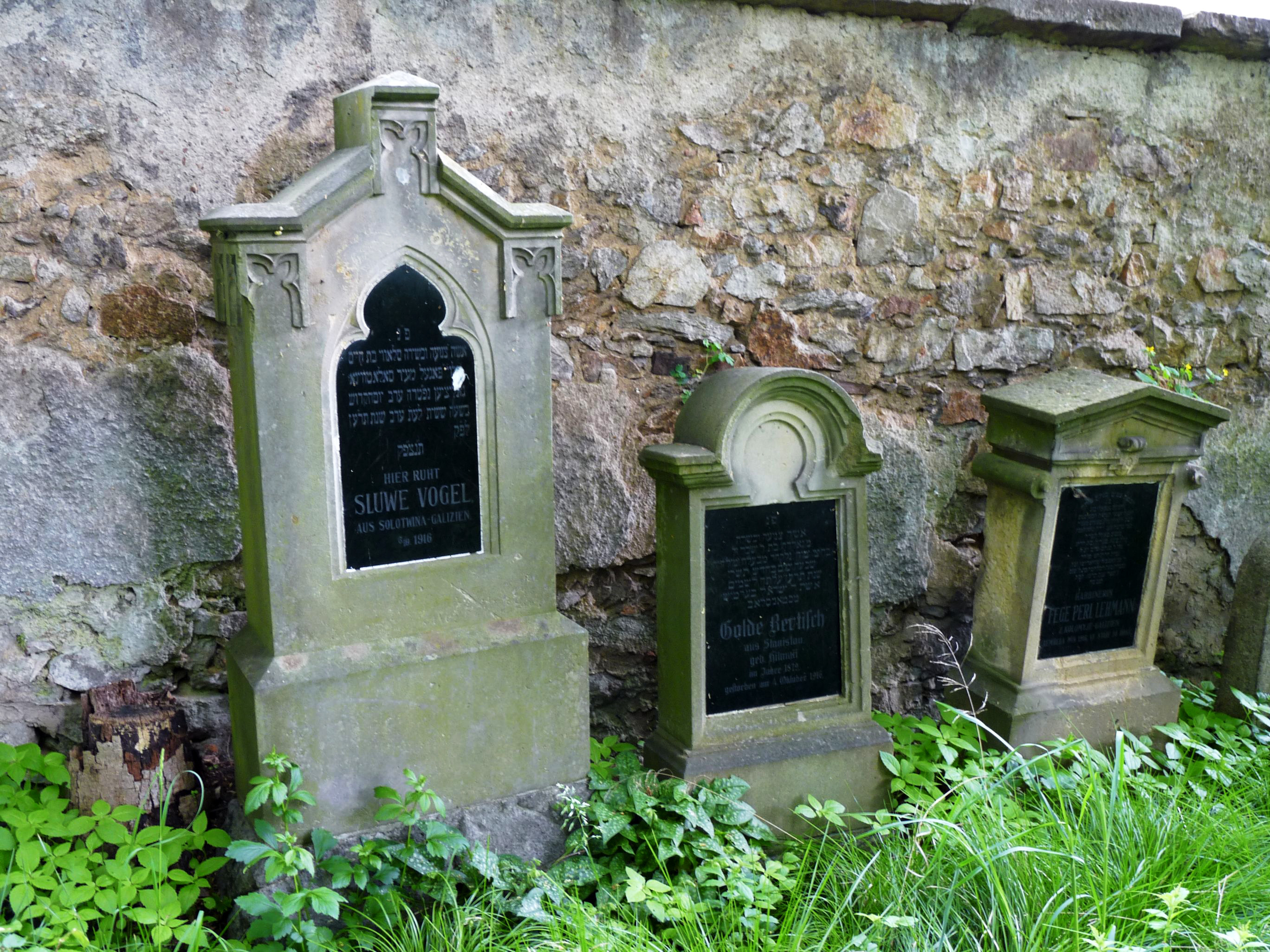
Náhrobky u zdi